# Lunds humanistkår
Lunds Humanistkår var en obligatorisk studentkår för samtliga studenter (utom doktorander) som studerade vid Lunds universitets humanistiska fakultet, det vill säga språkämnen (inklusive litteraturvetenskap), historia, konst- och musikvetenskap, arkeologi, filosofi, etnologi och kulturvetenskap. 
Kåren grundades 1995 och tog över som obligatorisk kår 1996 efter avvecklandet av Lunds Studentkår. Kåren avvecklades 1 juli 2010, efter sammanslagningen med Teologkåren vid Lunds universitet. Den nya kåren fick namnet Humanistiska och teologiska studentkåren vid Lunds universitet (HTS) och organiserar samtliga studenter vid Området för Humaniora och teologi. Sammanslagningen föranleddes av kårobligatoriets avskaffande och Lunds universitets krav att studentkårer måste omfatta minst en hel fakultet, men hade diskuterats i omgångar sedan införandet av fakultetskårer 1995.  
Humanistkåren var medlem i Sveriges Förenade Studentkårer och Lunds Universitets Studentkårer och hade sedan sommaren 2006 sina lokaler i Språk- och litteraturcentrum.